# Mosquée el Berrani
La mosquée el Berrani (en arabe : جامع البراني) est une mosquée historique de la Casbah d'Alger construite à l'époque de la régence d'Alger, en 1653, pour permettre aux fidèles étrangers d'accomplir la prière. Elle est mitoyenne à la Citadelle d'Alger et fut classée, avec l'ensemble de la casbah d'Alger, au patrimoine mondial de l’humanité par l'Organisation des Nations unies pour l'éducation, la science et la culture (UNESCO) en 1992,,.

## Étymologie
Le terme « Berrani » est un mot du dialecte algérien qui signifie « étranger », désignant une personne qui n'appartient pas à cette région et peut différer des habitants de la région par leurs coutumes et leurs traditions. La mosquée el Barrani a été construite pour permettre aux fidèles étrangers à la citadelle pour prier car ils ne peuvent pas le faire à l'intérieur de la mosquée de la Citadelle en raison des mesures de sécurité. Ce nom est également venu pour différencier la mosquée intérieure de la Citadelle et la mosquée extérieure de la Citadelle.

## Historique

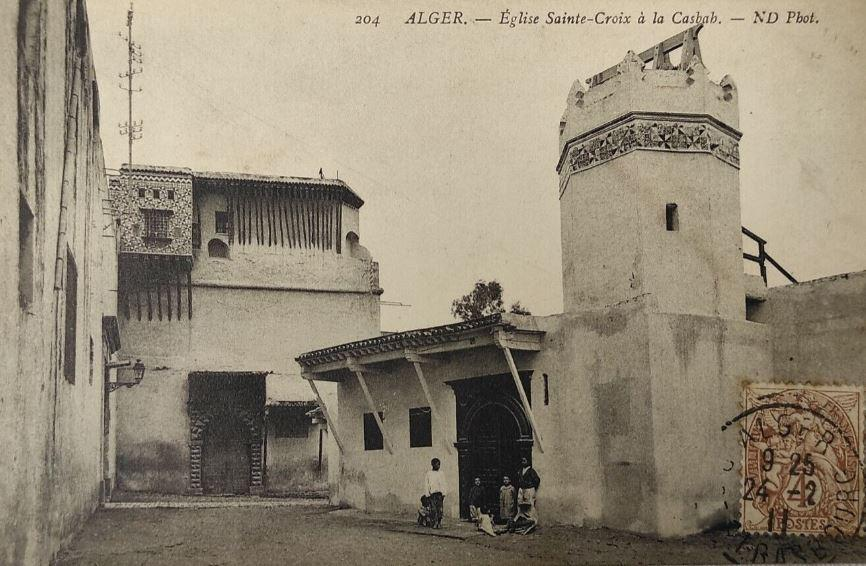
Mosquée el Barani transformée en l'église Sainte-Croix.

La mosquée el Barani a été construite à l'époque ottomane, en 1653, pour permettre aux fidèles étrangers à la citadelle d'accomplir la prière. En 1818, après l'installation du pouvoir politique à la citadelle d'Alger, la mosquée a été agrandie sur ordre du dey Ali Khodja pour abriter le tribunal de l'Agha et puis rénovée par son successeur Dey Hussein. Aux premières années de la colonisation française, l'édifice religieux est réquisitoné et a servi d'abord de caserne avant d'être transformé en église catholique sous le nom d'Église Sainte-croix en 1837, puis rendu à sa vocation première à l'indépendance du pays en 1962,.
Dans la nuit du 31 décembre 2016, le toit de la mosquée s'est effondré partiellement à la suite des infiltrations d'eau de pluie. Il a été décidé ainsi sa fermeture aux fidèles pour effectuer des travaux de confortement,.
Le 5 mars 2024, le ministre des Affaires religieuses et des Wakfs, Youcef Belmehdi, a supervisé la réouverture de la mosquée et sa mise en service après des années de restauration. Lors de la restauration, le cachet architectural islamique d'origine de la mosquée a été soigneusement préservé.

## Architecture
La mosquée détient des documents montrant les actes de propriété, le plan de la mosquée et ses limites, ainsi que deux plaques de marbre indiquant l'année de sa rénovation et son agrandissement. Elle est de style architectural maghrébin. Sa forme est rectangulaire et comporte 4 façades. La façade ouest est considérée comme la façade principale de la mosquée et contient l'entrée principale qui mène à la salle de prière, et une entrée secondaire se trouve au milieu de la façade sud. Quant à la façade est, elle est entourée de bâtiments et sur une partie de celle-ci se trouve un minaret en forme octogonale. La salle de prière de la mosquée comporte 12 colonnes et son toit est plat et constitué de pieux ronds en bois. Quant au sous-sol de la mosquée, il contient la salle d'ablutions.
Sa conversion en église catholique par l'occupant français en 1837, s’était faite sans modifications majeures de l’architecture de base, sauf le dressage de la grande croix au sommet du minaret.